# Thor Chuan Leong
Thor Chuan Leong (Penang, 24 marzo 1988) è un giocatore di snooker malese, che viene quasi sempre chiamato Rory Thor dagli arbitri, negli incontri.

## Carriera

### Dilettantismo (2009-2014)
Dopo aver perso la finale nei Giochi del Sud-est asiatico nel 2009, Thor Chuan Leong riesce a vincere questo evento, in formato 6 rosse, nel 2013. Nel 2014 si laurea campione asiatico, battendo Hung Chuang Ming in finale per 7-3, e guadagnandosi un posto da professionista per le stagioni 2014-2015 e 2015-2016.

### Professionismo (2014-)
Nella sua annata di esordio, il malese disputa solo il Six-Red World Championship, dove esce ai gironi, e il Welsh Open, in cui viene eliminato al primo turno. Nella stagione 2015-2016 si piazza al 31º posto nell'ordine di merito del Players Tour Championship, rimanendo ancora tra i professionisti, dopo aver raggiunto per due volte gli ottavi ed essere sempre approdato al secondo turno. Al World Open 2016, Thor si qualifica sconfiggendo Jack Lisowski 5-2. Nel tabellone principale, il malese batte per 5-3 Luca Brecel, ma perde contro Neil Robertson. Thor arriva al terzo turno all'English Open 2017, dopo aver sconfitto il campione del mondo 2006 Graeme Dott e Cao Yupeng, prima di essere eliminato da Kyren Wilson. Nella stagione 2018-2019 raggiunge per quattro volte il secondo turno (allo European Masters, all'English Open, al Welsh Open e allo Shoot-Out), riuscendosi anche a qualificare per l'Indian Open e il China Open. Allo Shoot-Out 2020 realizza, in una sola visita al tavolo, una rara serie da 133, la migliore di tutto il torneo.

## Ranking
| Stagione  | Ranking iniziale | Ranking finale |
| --------- | ---------------- | -------------- |
| 2014-2015 | Non classificato | 124            |
| 2015-2016 | 93               | 106            |
| 2016-2017 | Non classificato | 109            |
| 2017-2018 | 84               | 101            |
| 2018-2019 | Non classificato | 110            |
| 2019-2020 | 83               |                |